# طبقه آمریکایی
طبقه آمریکایی (انگلیسی: La Classe américaine) فیلمی در ژانر و به کارگردانی میشل آزاناویسوس است که در سال ۱۹۹۳ منتشر شد. از بازیگران آن می‌توان به جان وین، داستین هافمن، رابرت ردفورد و پل نیومن اشاره کرد.